# 스자카정
스자카정(須坂町)은 일본 나가노현 가미타카이군에 설치되었던 정이다. 현재의 스자카시의 중심부에 해당한다.

## 역사
- 1889년 4월 1일 - 정촌제 시행으로, 스자카정(須坂町)이 발족.
- 1922년 7월 1일 - 스자카정이 도요오카촌의 일부를 편입.
- 1936년 12월 1일 - 스자카정이 히타키촌을 편입.
- 1954년
  - 2월 11일 - 스자카정이 히노촌·도요스촌과 합병하여, 새로이 스자카정이 발족.
  - 4월 1일 - 스자카정이 시제 시행으로 스자카시(須坂市)가 됨.